# کاترین فاکس
کاترین فاکس (به انگلیسی: Catherine Fox) (زادهٔ ۱۵ دسامبر ۱۹۷۷) شناگر اهل ایالات متحده آمریکا است.